# ام-۱ گلوبال
ام-۱ گلوبال (انگلیسی: M-1 Global) شرکت تبلیغات ورزشی روس است، که در سال ۱۹۹۷ توسط وادیم فینکلشتاین تأسیس شد.